# 1401 w polityce
Wydarzenia polityczne w 1401 roku.

## Wydarzenia
- 18 stycznia - unia wileńsko-radomska: w Wilnie 45 możnych litewskich potwierdza warunki ugody pomiędzy Władysławem II Jagiełłą a Witoldem Kiejstutowiczem o powierzeniu przez Jagiełłę Witoldowi dożywotniej władzy na Litwie, a Witold uroczyście deklaruje wierność Jagielle jako najwyższemu księciu Litwy[1].
- 11 marca - unia wileńsko-radomska: w Radomiu 52 najważniejszych urzędników Królestwa Polskiego pisemnie potwierdza przestrzeganie porozumienia o dożywotniej władzy Witolda na Litwie[2].

## Urodzili się
- 27 marca – Albrecht III, książę Bawarii.
- 18 maja – Shōkō, cesarz Japonii.